# Geōrgios Chatzīzīsīs
Geōrgios Chatzīzīsīs (in greco Γεώργιος Χατζηζήσης?; Velventos, 4 giugno 1978) è un ex calciatore greco, di ruolo difensore.